# A-vitamin

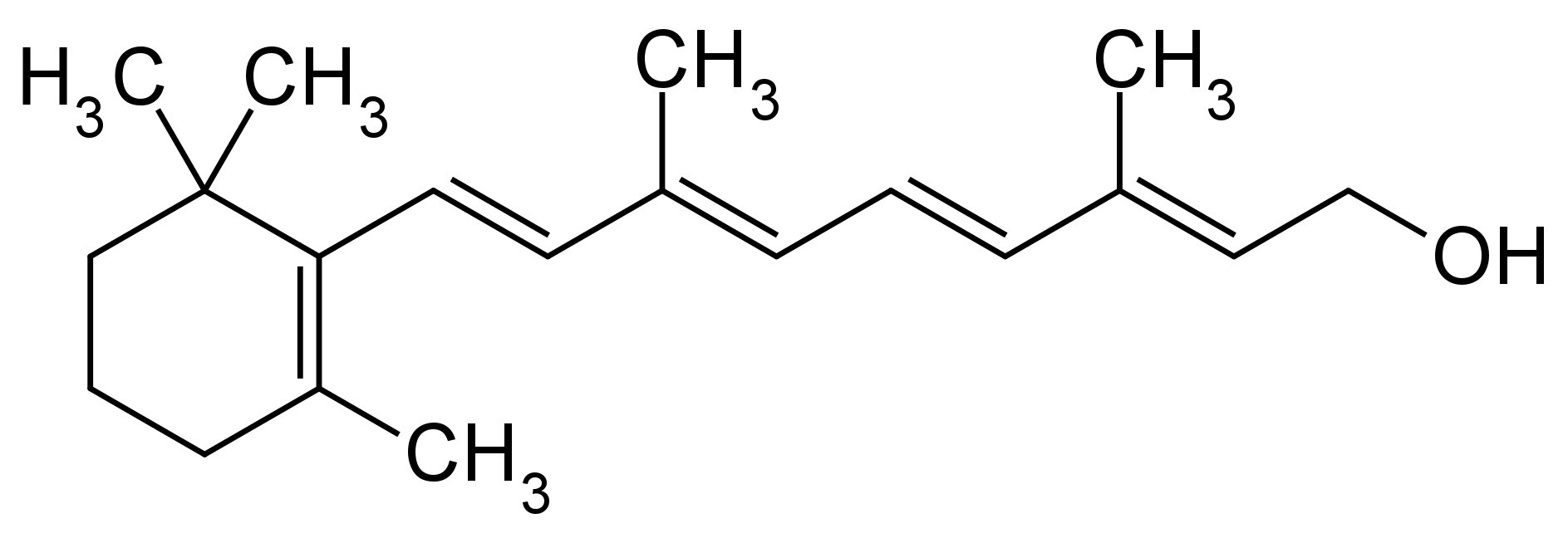
A karotinoid származék retinol

Az A-vitamin hat azonos biológiai hatású vegyület, úgynevezett vitamer (retinol, retinal, alfa-karotin, béta-karotin, gamma-karotin, béta-kriptoxantin) összefoglaló neve. A zsírban oldódó vitaminok közé tartozik.
ATC-kódja V04CB01.

## Hatása
Ilyen értelemben az A-vitaminnak, illetve a retinoidoknak számos folyamatban, így a retina (szemideghártya) fényérzékenységét biztosító rodopszin (a retina működéséhez nélkülözhetetlen fényérzékeny anyag, látóbíbor) felépítésében, a csontnövekedésben, a reprodukcióban, az embrionális fejlődésben, a hámszövet és az epithelialis szövetek épségének a fenntartásában, az ektoderma normális fejlődéséhez és működéséhez (bőr, nyálkahártya, mirigyhám), és számos más sejt differenciálódásának irányításában van lényeges szerepük. Antioxidáns, gyökfogó tulajdonságú.

## A-vitamin hiány
Az A-vitamin tartós hiánya hemeralopia, xerophtalmia, keratokonjunctivitis, keratomalacia és hyperkeratotikus vagy atrophiás bőr- és nyálkahártya-elváltozásokhoz vezethet.
Az A-vitamin szükségletet a vegyes táplálkozás fedezi. A szükséglet növekedésével kell számolni a zsíremésztés, felszívódás zavarai, vagy számos idegen anyag, gyógyszer fogyasztása esetén. 
A túlzott A-vitamin bevitel súlyos toxikus tüneteket okoz.
Az A-vitamin hiánya a korai szakaszában farkasvakságot okoz, amikor szürkületben, vagy gyenge világítás esetén látászavar következik be. 
Jellemző még az A-vitamin hiányra a hámszövet-, könnymirigy-elsorvadása, a verejték- és faggyúmirigyek megbetegedése, a bőr kiszáradása, a szőrzet és a hajszálak törékenysége, kihullása, a nyálkahártya szárazsága; gyulladásra és fertőzésre való fokozott hajlam.
Gyermekeknél a csontosodási folyamat sérülése következtében növekedési zavar is bekövetkezhet.
Legfőbb A-vitamin források a belsőségek, a tojássárgája, a tengeri halak, a tej és tejtermékek. Provitaminokban (karotinok) a zöldségek és a gyümölcsök gazdagok. A retinol a bélfalban, illetve a májban képződik karotináz hatására provitaminjából, a béta-karotinból.

## Retinol
A retinol egy primer alkohol, amely a csontnövekedéshez, a retina működéséhez, az embrionális fejlődéshez, a reprodukciós folyamatokhoz, valamint a hám normális szerkezetének fenntartásához nélkülözhetetlen zsírban oldódó vitamer. A membránpermeabilitást is befolyásolja. Mind az alkohol (retinol), mind az aldehid (retinál), mind pedig a sav (retinolsav, tretinoin) változatai az élettani folyamatokban fontos szerepet játszik.
A táplálékkal bevitt retinol gyakorlatilag teljesen felszívódik. A provitaminok vitaminná történő átalakítása során a béta-karotin kb. egyhatoda, az egyéb karotinoknak csupán az egytizede alakul át retinollá.
A gyomor-bél traktusból azonnal felszívódik. A retinol felszívódása zsír-emésztési vagy -felszívódási zavarokban, illetve májfunkciós zavar esetén elégtelen. Tárolása főként a májban, palmitát észter formájában történik és glükuronsav konjugátumként választódik ki a vesében és a májban.

### Hatása
A retinolt a célsejtek felveszik és a citoplazmatikus receptorokhoz való kapcsolódást követően a sejtmagba szállítják, ahol magközeli receptorokhoz kötődés után a fehérjeszintézist befolyásolja. Továbbá befolyásolja a poszttranszlációs reakciókat, elsősorban a mannóz és a galaktóz szintézisében részt vevő glikoproteinek és glikolipidek átírását. Lényegében három hatásterület különül el: szomatikus funkciók (növekedés, differenciálódás, epithelialis struktúrák és csontszövet); szaporodás (spermatogenesis, oogenesis, placentafejlődés, foetalis és embrionális szövetek); látási folyamatok (itt a 11-cisz-retinal mint a rodopszin prosztetikus csoportja hat). Az A-vitamin élettani hatásainak jelentős részét retinsav geometriai izomer metabolitokon keresztül fejti ki, melyek speciális receptorokhoz kötődnek. Jelenleg 2 retinsav-receptorcsoportról tudunk: az RAR izotípusokról (alfa-, béta- és gamma-változat), valamint az RXR izotípusokról (szintén alfa-, béta- és gamma-változat). E receptoroknak számos izoformájuk ismert, e sejtmagbeli receptorok ligandumfüggő transzkripciós faktorok, melyek a retinsavval alkotott komplexük formájában az ún. retinsav reszponzív elemekhez (RARE = retinoic acid responsive elements) kapcsolódnak. A retinsav receptor-RARE kapcsolódás aktiválja a célgén expresszióját.
Kimutatták, hogy az RXR és a RAR izoformok heterodimereket alkotnak, melyek alapvetően szükségesek a különféle RARE-khez való kötődéshez. Az RXR izoformák a RAR-on kívül heterodimert képezhetnek a pajzsmirigy-hormonreceptorral, illetve a D3 vitaminreceptorral is. A retinsav receptorok ezen felül többféle koaktivátorral és/vagy korepresszorral is összekapcsolódhatnak.
Mivel a retinoidok és a karotinoidok fontos szerepet töltenek be a szükséglet kielégítésében, bevezették a retinolekvivalens fogalmát.
A retinol-ekvivalens a hasonló kémiai szerkezetű, azonos biológiai hatású vegyületek közös neve. A legfontosabb A-vitamin hatású vegyületek: a retinol, retinal, és provitaminok: alfa-, béta- és gamma-karotin, egyéb karotinoidok. Biológiailag a legaktívabb a béta-karotin.
A felnőtt ember napi szükséglete kb. 1,5 mg (más források szerint csupán 900 µg), terhesség és a szoptatás ideje alatt 2,0-2,5 mg.
Túladagolás esetén hipervitaminózis: sárgás bőrszín, hajhullás, bőrgyulladás stb. léphet fel.
A-vitamint a máj, vese, tojássárgája, tengeri halak, sötétzöld leveles zöldségek tartalmaznak, A-provitaminokat: a répában, parajban, kajszibarackban, kelkáposztában, sárgadinnyében, sütőtökben, paradicsomban, pirospaprikában találunk.
Az A-vitamin (retinol formában) jellemző mennyisége 100 g élelmiszerben:
- sajtos, túrós sütemények: 5-50 µg
- vaj, margarinféleségek: 250-650 µg
- húsok, húsipari termékek: 0,3-70 µg
- májak, májkészítmények: 1500-1600 µg
- szív, vese és készítmények: 5-500 µg
- halak: 10-60 μg
- tej: 30-100 μg
- tojás: 350-600 μg

Az A-provitamin (karotin formában) jellemző mennyisége 100 g élelmiszerben:
- gabonafélék, hüvelyesek és őrleményeik, kenyerek, péksütemények: 0-1,5 mg
- száraztésztákban: 0-0,04 mg
- sajtos, túrós sütemények: 0 mg
- zöldség, gyümölcs: 0,1–12 mg (felső érték a sárgarépa)
- vaj, margarinféleségek: 0,2-0,5 mg
- húsok, húsipari termékek: nem jellemző
- halak: 0,5–2 mg
- tej: 0,005-0,1 mg
- tojás: 0,5-1,2 mg